# Sayoko Yamaguchi
Sayoko Yamaguchi (山口小夜子), née le 19 septembre 1949 dans la préfecture de Kanagawa et morte le 14 août 2007, est un mannequin et une actrice japonaise. Elle fut un des grands noms de la mode des années 1970.

## Biographie
Sayoko Yamaguchi, célèbre pour sa frange noire coupée juste au-dessus des yeux, est l'un des premiers mannequins asiatiques à s'imposer dans les capitales occidentales de la mode. Elle débute à Paris en 1972.
En 1977, elle est sélectionnée par l'hebdomadaire américain Newsweek comme l'un des six premiers top-modèles du monde. La même année, elle illustre la pochette de l'album Aja du groupe de jazz rock américain Steely Dan, via un cliché pris par Hideki Fujii. 
Elle joue au théâtre et apparaît au cinéma comme dans Pistol Opera, comme actrice, tout en créant des costumes et des maquillages.
Elle succombe à une pneumonie aigüe en 2007, à l'âge de 57 ans.

## Filmographie
- 1978 : La Guerre atomique/L'Amour perdu (原子力戦争 Lost Love, Genshiryoku sensō: Lost Love?) de Kazuo Kuroki
- 1981 : Les Fruits de la passion (上海異人娼館／チャイナ・ドール, Shanghai ijin shōkan - China doll?) de Shūji Terayama
- 1989 : Rikyu (利休?) de Hiroshi Teshigahara :
- 2001 : Pistol Opera (ピストルオペラ, Pisutoru opera?) de Seijun Suzuki
- 2007 : Matouqin Nocturne (en) (馬頭琴夜想曲, Batōkin yasōkyoku?) de Takeo Kimura